# Palagonite

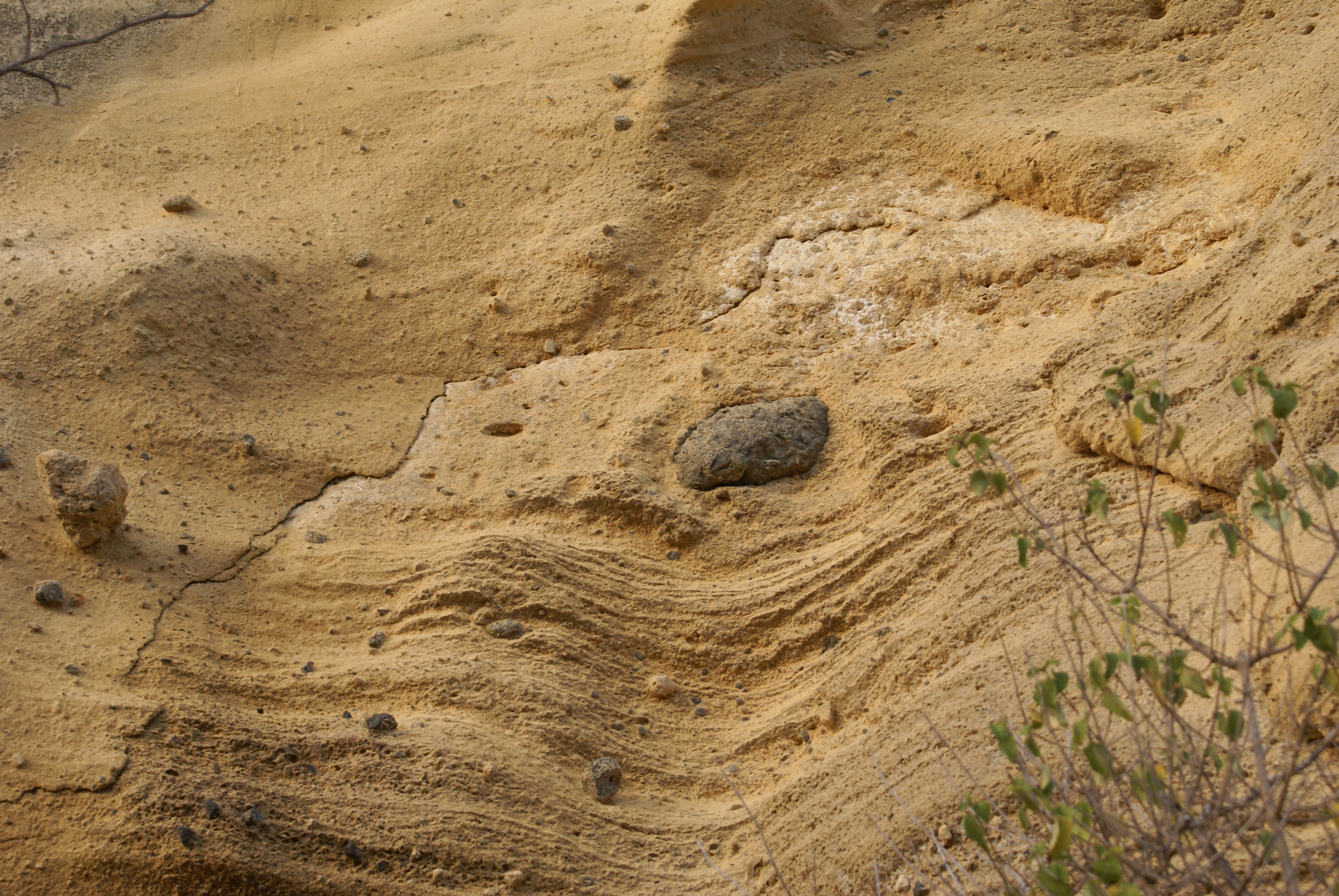
Estratos de palagonite no litoral de Mayotte.

Palagonite, por vezes referido como palagonito, é um material mineral rico em ferro, comum em ambientes de origem hidromagmática, resultante da alteração de materiais vítricos de natureza basáltica em presença de água. A palagonite é uma rocha de cor clara, friável e de baixa densidade, geralmente ocorrendo em camadas soldadas de espessura variável, que pode ir de alguns milímetros a muitos metros. Dependendo da temperatura e da abundância de água, a palogonite pode formar-se, num processo designado por palagonitização, em períodos que vão de alguns meses a milhares de anos após a erupção dos materiais que lhe dão origem. Não sendo totalmente cristalina, nem tendo uma composição química uniforme, embora sendo uma rocha, a palagonite é em geral considerada um mineralóide.

## O processo de palagonitização
A formação da palagonite inicia-se com a interacção entre a água e o basalto em fusão quando lavas basálticas emergem em ambientes aquáticos. Nestas circunstâncias, ao entrar em contacto com a lava, a água transforma-se instantaneamente em vapor, pulverizando o material basáltico em finos fragmentos de elevada superfície específica, os quais reagem a alta temperatura com a água vaporizada para formar um material vítreo de cor clara que, depois de mais ou menos soldado por compressão a quente, dá origem a formações de tufo vulcânico, cujos exemplos mais conhecidos são os típicos cones litorais das ilhas vulcânicas.
O vidro vulcânico assim formado é similar à obsidiana, embora tenha características físicas e cor muito diferentes e uma composição química mais próxima do basalto do qual deriva. É a partir deste material permeável, em geral uma tefra pouco consolidada e facilmente alterável, que se inicia o processo de formação da palagonite, a palagonitização, o qual tanto pode ocorrer em formações subaéreas como em formações imersas, com destaque para as formações submarinas subjacentes aos cones litorais.
A transforma-se do vídeo basáltico em palagonite caracteriza-se pela ocorrência de um conjunto complexo de reacções químicas, que levam à progressiva alteração das características físico-químicas e da composição dos materiais, incluindo a progressiva consolidação das formações, já que a palagonite actua como cimento, ligando os grãos até formar tufos vulcânicos em geral muito consolidados, formando camadas duras e relativamente impermeáveis.
Durante o processo, o vidro liberta catiões, num processo de substituição por moléculas de água que leva à oxidação do ferro presente na massa basáltica. Os catiões libertados, particularmente Si, Al, Ca, Na, K e Mg, preenchem as microcavidades da rocha, cimentando-a. Cerca de dez minerais, alguns deles específicos destas formações, são formados neste processo, os mais comuns dos quais são a analsime, a phillipsite, a tobermotite, a smectite e a anidrite.
Apesar da palagonitização do vidro vulcânico ser um processo contínuo de dissolução do vidro, formação de palagonite e evolução dos minerais assim formados, na sua progressão podem ser considerados dois estádios distintos, caracterizados por diferentes reacções químicas e mobilidade diferenciada dos elementos:
1. O processo inicia-se com a dissolução congruente do vidro, acompanhada pela precipitação da palagonite sob a forma de um gel amarelado, constituído por materiais amorfos opticamente isotrópicos. É neste estádio que se verificam as principais perdas de Si, Al, Ca, Na, K e Mg, acompanhada por hidratação que leva a um enriquecimento activo em H2O e a passivo em Ti e Fe do material.
2. O estágio seguinte caracteriza-se pela maturação dos materiais formados, durante o qual a palagonite recém-formada, termodinamicamente instável, reagem com o fluido que a rodeia e cristaliza sob a forma de smectite. Durante o processo, a palagonite em formação absorve Si, Al, Mg e K da solução e perde Ti e H2O. A perda de Ca e Na continua durante esta fase, enquanto a perda de Fe é reduzida ou cessa.

O ritmo de palagonitização depende essencialmente da temperatura da água no interior da rocha. A temperaturas superiores a 100 °C a consolidação das tefras em palagonite ocorre em períodos inferiores a um ano, dependendo da abundância de água e das composição química dos basaltos. A temperaturas mais baixas o ritmo de palagonitização é mais lento, sendo, no caso concreto da ilha de Surtsey e para temperaturas de 40 °C a 50 °C, de 4 a 8 anos.
Quando se considera o balanço geral do sistema rocha-água, a conversão do vidro vulcânico em palagonite implica uma muito maior perda de elementos para a água do que a meteorização normalmente implicaria para aquele tipo de materiais base. Estudos têm vindo a demonstrar perdas ponderais de até 65 % (em peso) durante a palagonitização, comparada com perdas da ordem dos 28 % durante a meteorização.
Investigação realizada no vulcão de Surtsey, na Islândia, demonstrou que certas bactérias presentes nas rochas contribuem para a dissolução do vidro basáltico constituinte das tefras, aumentando assim o ritmo de formação da palagonite.

## Ocorrência
A palagonite ocorre frequentemente sob a forma de tufos vulcânicos muito espessos, em geral designados tufos palagoníticos, constituídos por fragmentos sideromelânicos e pedaços de rocha basáltica incrustados numa matriz de palagonite. Quando predominam os elementos sideromelânicos, o tufo vulcânico resultante é designado por hialoclastite.
As formações palagoníticas são comuns em ilhas vulcânicas, constituindo boa parte dos ilhéus e cones costeiros típicos das formações litorais de natureza basáltica. Exemplo de grandes formações palagoníticas são o Monte Brasil e o ilhéu de Vila Franca, nos Açores, e os cones costeiros das ilhas Galápagos, onde o material foi pela primeira vez descrito por Charles Darwin.
Rochas com uma assinatura óptica semelhante à palagonite foram observados entre os regolitos que recobrem a superfície do planeta Marte, sendo uma das provas mais sólidas de que naquele planeta terá existido água em abundância.